# Tămașu
Tămașu (węg. Székelyszenttamás) – wieś w Rumunii, w okręgu Harghita, w gminie Dealu. W 2011 roku liczyła 150 mieszkańców.